# Малко тръноклюнче
Малкото тръноклюнче (Acanthiza nana) е вид птица от семейство Acanthizidae. Видът е незастрашен от изчезване.

## Разпространение
Разпространен е в Австралия.